# Horst Schnellhardt
Horst Schnellhardt (ur. 12 maja 1946 w Rüdigershagen) – niemiecki polityk i lekarz weterynarii, poseł do Parlamentu Europejskiego IV, V, VI i VII kadencji.

## Życiorys
Ukończył w 1970 studia z zakresu weterynarii. W 1984 na Uniwersytecie w Lipsku obronił doktorat. Przez dwadzieścia lat praktykował jako lekarz weterynarii, w 1990 został kierownikiem Urzędu Weterynaryjnego w Halberstadt.
Działa w Unii Chrześcijańsko-Demokratycznej, od 1993 zasiada w zarządzie krajowym tej partii. Był posłem do landtagu Saksonii-Anhaltu (1990–1994), reprezentował ten kraj związkowy w Komitecie Regionów.
W 1994 z listy CDU uzyskał mandat deputowanego do Parlamentu Europejskiego. Skutecznie ubiegał się o reelekcję w kolejnych wyborach w 1999, 2004 i 2009, wykonując mandat do 2014.
Odznaczony Krzyżem Zasługi na Wstędze.